# Sô-cô-la nóng
Sô-cô-la nóng, hay còn được biết đến là cacao nóng, là đồ uống nóng thường bao gồm sô-cô-la từ cây ca cao, sô-cô-la hòa tan hay cacao được đun nóng với sữa thêm nước và đường.
Đầu thế kỷ 20 thời Pháp thuộc thức uống này được du nhập Việt Nam.  Người Việt một thời gọi đó là "nước cù lác".